# 小行星1558
小行星1558（1558 Jarnefelt）是一颗围绕太阳公转的小行星。1942年1月20日，利斯·奧特瑪在图尔库发现了此天体。
該小行星以芬蘭天文學家古斯塔夫·J·耶內費爾特（Gustaf J. Järnefelt）命名。
这颗小行星的绝对星等为290.9337046977352等。